# Sabine Tisserand
Sabine Tisserand (ur. 16 października 1970) – francuska judoczka. Startowała w Pucharze Świata w latach 1995-1999. Złota medalistka mistrzostw Europy w drużynie w 1996. Wicemistrzyni Francji w 1996 roku.